# Golfo de Ana María
El golfo de Ana María es un golfo que se encuentra en la parte central de la costa meridional de la isla de Cuba. Se encuentra en el límite entre las provincias de Ciego de Ávila, Sancti Spiritus y Camagüey, así como el borde de la plataforma insular del archipiélago de los Jardines de la Reina. 
El lecho marino de este golfo es irregular. Cerca de la costa, hay toda una serie de cayuelos que toman el mismo nombre de "Ana María", que forman grupos y dificultan la navegación. Pertenecen al tipo de "arrecifes de cresta", propios de aguas poco profundas, y que forman una barrera o cresta vertical de unos 2-3 metros de altura. En este golfo desemboca, entre otros ríos, el Jatibonico del Sur. Las poblaciones más destacadas del golfo son Casilda, Tunas de Zaza, Playa Florida y Júcaro. 